# Emily Gillmore Alden
Emily Gillmore Alden (Boston, Estados Unidos, 21 de enero de 1834-6 de junio de 1914) fue una profesora, escritora y poetisa estadounidense.

## Biografía
Sus padres se trasladaron a Cambridge cuando era joven. Se educó en escuelas públicas y privadas y comenzó su carrera docente en Castleton y en el seminario de Monticello, donde estuvo a cargo de los departamentos de Historia, Retórica y Literatura inglesa.
En lo referente a su obra literaria, que desarrolló tanto en prosa como en verso, guardó relación en todo momento con su experiencia como profesora. Dada su naturaleza reservada, firmó algunos de sus poemas bajo seudónimo. Sin embargo, alcanzó cierta fama cuando comenzó a firmar con su nombre real.

## Atribución
- Este artículo contiene texto traducido desde una publicación que se encuentra ahora en dominio público: Willard, Frances Elizabeth; Livermore, Mary Ashton Rice (1897). American Women: Fifteen Hundred Biographies with Over 1,400 Portraits : a Comprehensive Encyclopedia of the Lives and Achievements of American Women During the Nineteenth Century. Mast, Crowell & Kirkpatrick.

- Datos: Q58242219
- Multimedia: Emily Gillmore Alden / Q58242219